# Tihmas
Tihmas är en sjö i kommunen Jockas i landskapet Södra Savolax i Finland. Sjön ligger 94,7 meter över havet. Den är 6,2 meter djup. Arean är 74 hektar och strandlinjen är 7,63 kilometer lång. Sjön  ingår i Vuoksens huvudavrinningsområde.   Den ligger omkring 20 kilometer nordöst om S:t Michel och omkring 230 kilometer nordöst om Helsingfors. 